# Cinema Picarol
El cinema Picarol va ser una sala d’exhibició cinematogràfica inaugurada el 24 de setembre de 1911 a Badalona. Ubicat al centre de la Plaça de la Vila, ha estat un referent dins de la indústria cinematogràfica catalana des de la seva obertura fins al seu tancament el 2009. El teatre va ser una de les primeres sales catalanes que projectà cinema sonor i acollí espectacles de circ, concursos de ball i assemblees entre altres esdeveniments.

## Història
L’any 1911 Bernat Binvé i Boter van construir un teatre en el terreny de Pare Màrtir Soler, situat a prop del carrer del Mar al barri del Centre a Badalona. Aquest teatre va ser inaugurat com a cinema i canvià el seu nom l’any 1924 en commemoració a l’autor català Àngel Guimerà, anomenant-se Teatre Guimerà. Anys més tard, el 1939 recuperà el seu nom original fins que al voltant dels anys 60, l’antic edifici fou derribat per a construir un luxós cinema que rebrà el nom de Picarol 1 i Picarol 2. El 1994 es converteix en un multicine de 5 sales.
Va ser una sala de teatre que funcionà com a cinema durant la major part del temps, però també acollí espectacles de circ, concursos de ball, concerts i assemblees. El 2008, la companyia encarregada de gestionar el cinema va tancar el local i finalment, l’any 2009, dos anys abans del centenari, les sales de cinema van ser instal·lades a la perifèria de la ciutat, dins del centre comercial Màgic Badalona.

### L’arribada del cinema sonor
La introducció de les pel·lícules sonores a les sales de cinema catalanes va tenir diversos inconvenients per l’idioma i les dificultats tècniques derivades de la manca d’equipament. El dissabte 3 de març de 1928, el cinema sonor arriba per primer cop a Badalona amb una demostració de diversos llargmetratges al llarg de dos dies al Teatre Guimerà. Es va utilitzar el sistema Phonofilm del nord-americà Lee de Forest, en què imatge i so eren enregistrats en la mateixa pel·lícula i l'esdeveniment va ser anunciat com “la meravella de segle XX”. No va tenir gaire èxit pel caràcter rudimentari i, tant el Teatre Zorrilla com el Teatre Guimerà van continuar projectant cinema mut combinat amb esdeveniments puntuals en viu.
El públic badaloní havia d’anar a Barcelona o al cinema Goya de Sant Adrià per gaudir del cinema sonor, però és destacable l'estrena de El Cantor de jazz el 5 d’octubre de 1929 a Badalona. Els espectadors només van poder sentir la part musical i no els diàlegs de l’obra a causa de les carències tècniques i per aquest motiu la pel·lícula va passar desapercebuda per la ciutat. Dos anys després el cinema sonor va instal·lar-se a Badalona de forma estable, amb una primera estrena al Teatre Victòria.

### Actualitat
Al mateix local on estava situat el cinema Picarol, l'empresa Metropolitan va inaugurar l’any 2016 un gimnàs de 6.000 m². La inversió va ser d’aproximadament 5 milions d’euros per oferir als usuaris tres sales amb activitats dirigides i una zona amb una piscina visible des de les diferents sales.